# Finlands jazzförbund
Finlands jazzförbund (finska: Suomen jazzliitto) är en finländsk organisation som verkar för jazzlivet i landet. 
Finlands jazzförbund, som har sitt säte i Helsingfors, grundades 1966, samma år som jazzfestivalen Pori Jazz i Björneborg startade.